# 鏑木外岐雄
鏑木 外岐雄（かぶらぎ ときお、1890年（明治23年）6月10日 - 1968年（昭和43年）2月21日）は、日本の動物学者である。

## 経歴・人物
石川県に生まれ、東京帝国大学理科大学（現在の東京大学理学部）に入学する。1915年（大正4年）に卒業後は母校に戻り、1917年（大正6年）には同大学の助手として活動した。1924年（大正13年）には農学部で講師として教鞭を執り理学博士を取得し、1926年（大正15年）には教授に昇格する。
その後は徳川生物学研究所の研究員としても活動しナミウズムシ等の渦虫類やヒモムシ研究に携わり、日本の応用生物学や応用昆虫学の研究や、植物防疫事業等にも携わった。第二次世界大戦後の1949年（昭和24年）から1967年（昭和42年）まで國學院大學の教授も務め、1951年（昭和26年）に東京大学を定年退職する。その後は同大学の名誉教授に任命され、宇都宮大学の学長や日本植物防疫協会の会長、日本昆虫学会の会長等を歴任した。